# Вейн Найт
Вейн Елліот Найт (англ. Wayne Elliot Knight; 7 серпня 1955) — американський актор, актор озвучування, комік. Відомий роллю Ньюмана телесеріалі «Сайнфелд» (1992—1998), і Денніса Недрі у фільмі «Парк Юрського періоду» (1993). Серед його інших ролей, офіцер Дон Орвілл в серіалі «3rd Rock from the Sun» (1996—2001), Стена Подолака в фільмі Космічний джем (1996), Аль Маквігіна в мультфільмі Історія іграшок 2 (1999), Тантора в мультфільмі «Тарзан» (1999), голос Жирафа в мультфільмі «Бі Муві: Медова змова» (2007), Зак Маллоцці в фільмі «Щурячі перегони» (2001), Доджо в мультфільмі «Xiaolin Showdown» (2003—2006), містер Бліка у «Catscratch» (2005—2007), Мікрочипа у «Каратель 2» (2008), і Гескелла Латса у серіалі «The Exes» (2011—2015 рр.).